# Mesnières-en-Bray
Mesnières-en-Bray là một xã thuộc tỉnh Seine-Maritime trong vùng Normandie miền bắc nước Pháp.

## Huy hiệu
| Arms of Mesnières-en-Bray | The arms of Mesnières-en-Bray are blazoned: Chequy argent and sable of 5 traits. |

## Dân số
| 1962                                 | 1968 | 1975 | 1982 | 1990 | 1999 | 2006 |
| ------------------------------------ | ---- | ---- | ---- | ---- | ---- | ---- |
| 606                                  | 632  | 629  | 561  | 609  | 706  | 1161 |
| Từ năm 1962: Dân số không tính trùng |      |      |      |      |      |      |